# Martin Evans

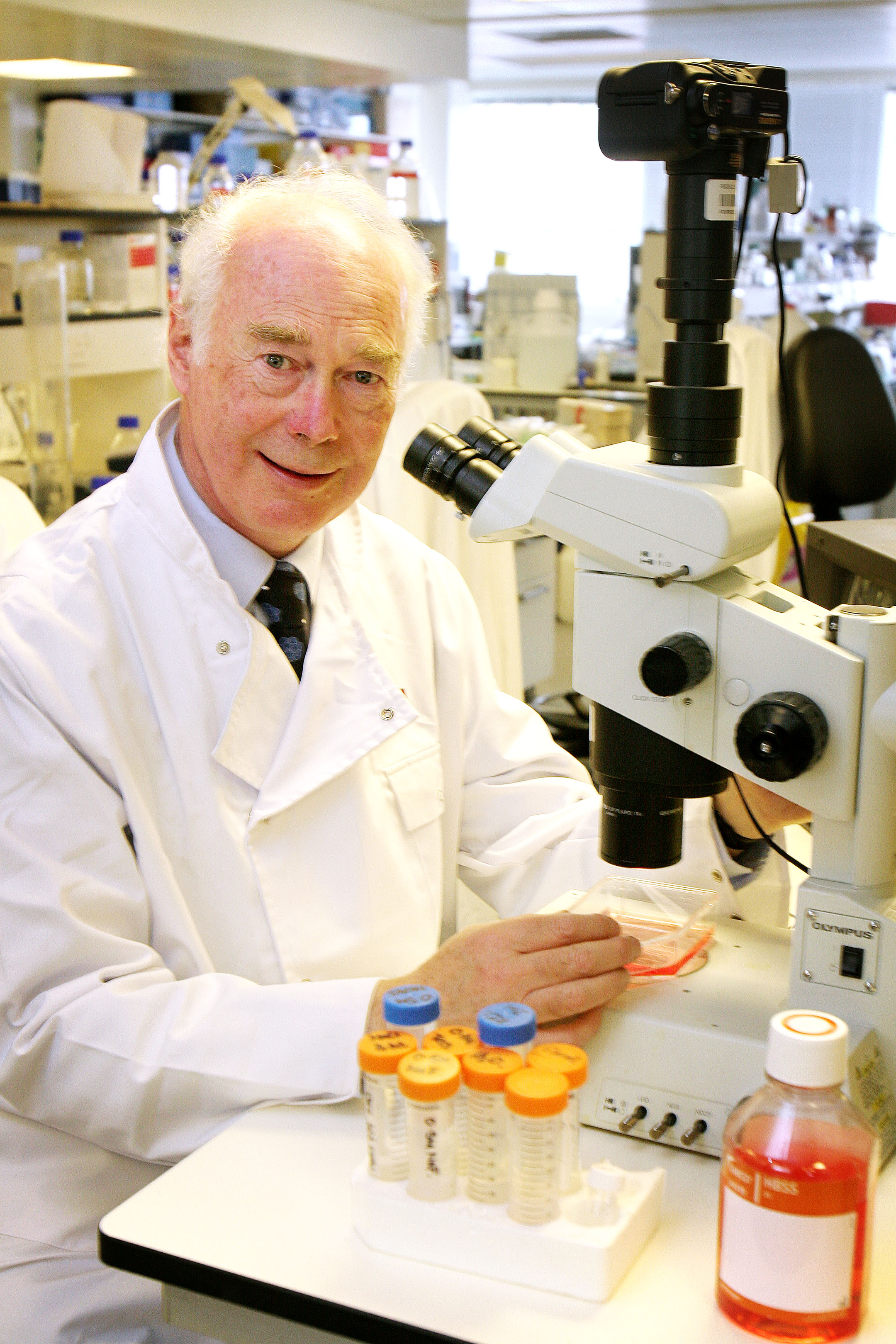
Martin John Evans (2007)

Sir Martin John Evans (* 1. Januar 1941 in Stroud) ist ein britischer Genetiker und Träger des Nobelpreises für Physiologie oder Medizin im Jahre 2007. Er wurde zusammen mit Oliver Smithies und Mario Capecchi für die Forschung an der Knockout-Maus ausgezeichnet. Evans ist ein Pionier der Erforschung embryonaler Stammzellen der Maus, einem wesentlichen Werkzeug zur Erzeugung von Knockout-Mäusen.

## Leben
Evans graduierte im Jahre 1963 am Christ’s College der Universität Cambridge. 1969 erhielt er den PhD am University College London. Von 1969 bis 1978 arbeitete er am Institut für Anatomie und Embryologie des University College London und unterrichtete Studenten. Ab 1978 war er am Department of Genetics an der Universität Cambridge. Seit 1999 ist er Professor an der Cardiff University.

## Auszeichnungen
- 1993 – Fellow of the Royal Society
- 1999 – March of Dimes Prize in Developmental Biology
- 2001 – Albert Lasker Award for Basic Medical Research zusammen mit Mario Capecchi und Oliver Smithies
- 2002 – Ehrendoktor der Mount Sinai School of Medicine, New York, USA
- 2004 – Knight Bachelor (Queen’s New Years Honours) für seine Dienste im Bereich der Medizin
- 2005 – Ehrendoktor der University of Bath
- 2007 – Nobelpreis für Physiologie oder Medizin zusammen mit Mario Capecchi und Oliver Smithies
- 2008 – Ehrendoktor der Universität Athen
- 2008 – Ehrendoktor des University College London
- 2009 – Mitglied der Academia Europaea[1]
- 2009 – Copley Medal
- 2011 – Ehrendoktor der University of Cambridge
- 2013 – Ehrendoktor der Aristoteles-Universität Thessaloniki